# 福島県道139号母畑白河線
福島県道139号母畑白河線（ふくしまけんどう139ごう ぼばたしらかわせん）は、福島県石川郡石川町から白河市に至る一般県道である。

## 路線概要
- 起点：石川郡石川町母畑字丈田
- 終点：白河市中田
- 総延長：24.017 km[1]
  - 実延長：21.500 km
- 路線認定年月日：1959年（昭和34年）8月31日[2]

### 重用路線
- 福島県道106号石川矢吹線（石川郡石川町中野字七郎内 - 西白河郡矢吹町明神字東）
- 福島県道137号泉崎石川線（西白河郡中島村滑津字代畑 - 同村中島字三枡郷）
- 福島県道75号塙泉崎線（西白河郡泉崎村関和久字下町 - 関和久字中宿）
- 福島県道279号高萩久田野停車場線（白河市本沼 - 同市久田野字城内）

### 道路施設
明神橋
（阿武隈川　福島県道106号石川矢吹線重用区間）
代畑橋
- 全長：40.0m
- 幅員：8.7m
- 竣工：1974年[3]

中島村松崎字中井、滑津字泉川から字代畑に至り、一級水系阿武隈川水系泉川を渡る。
地亀橋
- 全長：32.5m
- 幅員：8.3m
- 竣工：1972年[3]

地亀橋歩道橋
- 全長：32.6m
- 幅員：2.8m
- 竣工：1983年

白河市本沼字瓜田から字沖田に至り、一級水系阿武隈川水系高橋川を渡る。上り線側に人道橋が架設されている。
鹿島橋
（阿武隈川）

## 通過する自治体
- 石川郡石川町 - 西白河郡矢吹町 - 中島村 - 泉崎村 - 白河市

## 接続・交差する道路
- 石川町内
  - 福島県道63号古殿須賀川線（母畑字丈田 起点）
  - 福島県道284号曲木中野目線（曲木字切通）
  - 国道118号（中野字竹下）
  - 福島県道106号石川矢吹線 石川町中心部方面（中野字七郎内）
- 矢吹町内
  - 福島県道106号石川矢吹線 矢吹町中心部方面（中野字七郎内）
- 中島村内
  - 福島県道137号泉崎石川線 石川町方面（滑津字代畑）
  - 福島県道137号泉崎石川線 泉崎村方面（中島字三枡郷）
  - 福島県道44号棚倉矢吹線（滑津字中ツ島）
- 泉崎村内
  - 福島県道75号塙泉崎線 塙町方面（関和久字下町）
  - 福島県道75号塙泉崎線 泉崎村中心部方面（関和久字中宿）
- 白河市内
  - 福島県道279号高萩久田野停車場線 関辺方面（本沼）
  - 福島県道185号久田野停車場線（福島県道279号高萩久田野停車場線 久田野駅方面重用区間）（久田野字城内）
  - 福島県道11号白河石川線（中田 終点）

## 沿線
- 石川町立野木沢小学校
- JR水郡線 野木沢駅
- 中島村立滑津小学校
- 童里夢公園なかじま
西白河郡中島村にある公園。小室哲哉が寄贈した「ヨカッペ時計」がある。